# Бугаба (округ)
Бугаба — округ в провинции Чирики Панамы. По состоянию на 2000 год в округе проживает 68 570 человек. Площадь территории составляет 884 км². По территории округа протекают реки: Эскаррера, Мула, Гуйгала, Мачо-де-Монте, Пьедра, Гариче. Самая высокая точка округа является вулкан Бару. По численности населения занимает 10-е место в списке округов страны. В округе развито сельское хозяйство, особенно выращивание овощей. на долю территории приходится 90% всей выращенной капусты в стране и 88% моркови. Также занимает первое место по числу голов крупного рогатого скота.
Административный центр — Ла-Консепсьон.